# 大辛庄街道 (长治市)
大辛庄街道，是中华人民共和国山西省长治市潞州区下辖的一个乡镇级行政单位。原为大辛庄镇，2021年撤镇设街道。

## 行政区划
截至2021年末，大辛庄街道下辖6个社区及11个行政村：
复兴花园社区、金色家园社区、滨湖路社区、长兴北路社区、体育北路社区、史家庄社区、北寨村、下韩村、陈村、关杜庄村、西旺村、鹿家庄村、大辛庄村、化家庄村、小辛庄村、果园村和张村。